# Tennistoernooi van Washington 2017
|                                              |  |                                         |
| Jekaterina Makarova, winnares bij de vrouwen |  | Alexander Zverev, winnaar bij de mannen |

Het tennistoernooi van Washington van 2017 werd van 31 juli tot en met 6 augustus 2017 gespeeld op de hardcourtbanen van het William H.G. FitzGerald Tennis Center in Rock Creek Park in de Amerikaanse federale hoofdstad Washington D.C. De officiële naam van het toernooi was Citi Open.
Het toernooi bestond uit twee delen:
- WTA-toernooi van Washington 2017, het toernooi voor de vrouwen
- ATP-toernooi van Washington 2017, het toernooi voor de mannen

## Toernooikalender
| Washington        | juli     | augustus 2017 | augustus 2017 | augustus 2017 | augustus 2017 | augustus 2017 | augustus 2017 | augustus 2017 | augustus 2017 |
| Washington        | maa 31   | din 1         | din 1         | woe 2         | woe 2         | don 3         | vrĳ 4         | zat 5         | zon 6         |
| ----------------- | -------- | ------------- | ------------- | ------------- | ------------- | ------------- | ------------- | ------------- | ------------- |
| vrouwenenkelspel  | 1e ronde | 1e ronde      | 1e ronde      | 1e ronde      | 2e ronde      | 2e ronde      | kwartfinale   | halve finale  | finale        |
| vrouwendubbelspel | 1e ronde | 1e ronde      | 1e ronde      | 1e ronde      | 2e ronde      | 2e ronde      | halve finale  | finale        |               |
| mannenenkelspel   | 1e ronde | 1e ronde      | 2e ronde      | 2e ronde      | 2e ronde      | 3e ronde      | kwartfinale   | halve finale  | finale        |
| mannendubbelspel  |          | 1e ronde      | 1e ronde      | 1e ronde      | 1e ronde      |               | 2e ronde      | halve finale  | finale        |

ATP-toernooi van Washington‎ – WTA-toernooi van Washington‎

2012 · 2013 · 2014 · 2015 · 2016 · 2017 · 2018 · 2019 · 2020 · 2021 · 2022 · 2023 · 2024